# Paul Petersen
William Paul Petersen (Glendale, 23 settembre 1945) è un attore e cantante statunitense.

## Filmografia parziale

### Cinema
- Un marito per Cinzia (Houseboat), regia di Melville Shavelson (1958)
- Assalto finale (A Time for Killing), regia di Phil Karlson e Roger Corman (1967)
- Il più felice dei miliardari (The Happiest Millionaire), regia di Norman Tokar (1967)
- 7 volontari dal Texas (Journey to Shiloh), regia di William Hale (1968)
- Mommy's Day, regia di Max Allan Collins (1997)
- Dickie Roberts - Ex piccola star (Dickie Roberts: Former Child Star), regia di Sam Weisman (2003)
- Soupernatural, regia di Christopher Noice (2010)
- The Portal, regia di Serge Rodnunsky (2010)
- The Executive, regia di John Wesley Norton (2013)

### Televisione
- The Ford Television Theatre – serie TV, 2 episodi (1956-1957)
- The Donna Reed Show – serie TV, 275 episodi (1958-1966)
- Iron Horse – serie TV, episodio 2x10 (1967)
- Lassie – serie TV, 3 episodi (1968-1970)
- In the Year 2889, regia di Larry Buchanan – film TV (1969)
- Scout's Honor, regia di Henry Levin – film TV (1980)
- Matt Houston – serie TV, 8 episodi (1982-1985)
- Mike Hammer: Murder Takes All – film TV (1989)

## Discografia
Album
- 1962 - Lollipops and Roses
- 1963 - Teenage Triangle
- 1963 - My Dad
- 1963 - Bye Bye Birdie
- 1964 - More Teenage Triangle

## Vita privata
Ha all'attivo ben tre matrimoni: il primo con Brenda Benet dal 1967 al 1970, il secondo con Hallie Litman dal 1974 al 1988 e per la terza volta si è sposato con Rana Jo Platz nel 1992.
Ha una sorella, Patty Petersen, che è stata anche lei attrice bambina negli anni '60 nel The Donna Reed Show.